# Kingston Peninsula
Kingston Peninsula är en halvö i Kanada.   Den ligger i provinsen New Brunswick, i den sydöstra delen av landet, 800 km öster om huvudstaden Ottawa. Kingston Peninsula ligger vid sjön Waltons Lake.
I omgivningarna runt Kingston Peninsula växer i huvudsak blandskog. Runt Kingston Peninsula är det ganska tätbefolkat, med 222 invånare per kvadratkilometer.